# Cicindela columbica
Cicindela columbica este o specie de insecte coleoptere descrisă de Hatch în anul 1938. Cicindela columbica face parte din genul Cicindela, familia Carabidae. A fost clasificată de IUCN ca specie madutlan. Această specie nu are alte subspecii cunoscute.